# Birds of North America

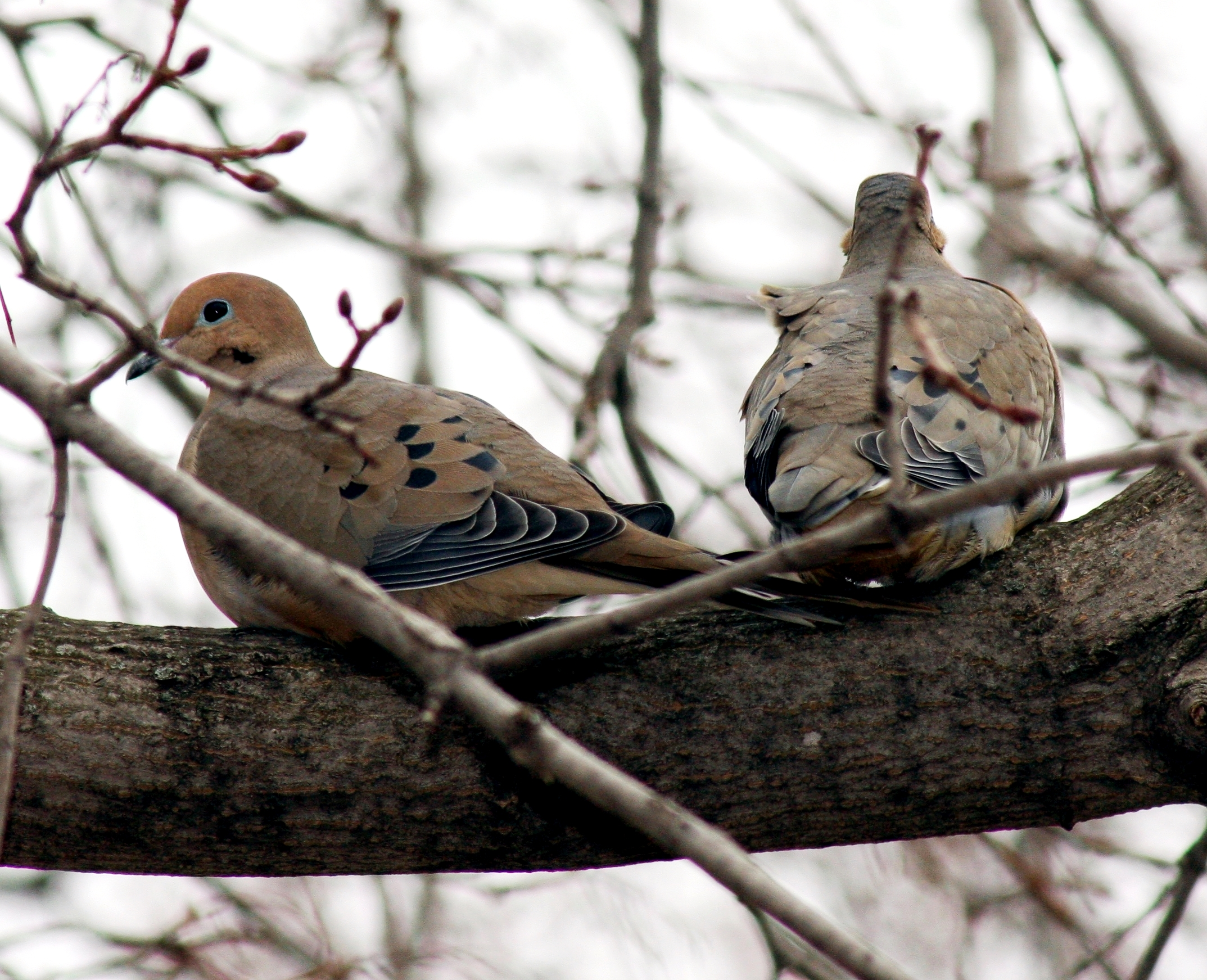
Tourterelle triste

Birds of North America est une collection de fascicules sur les oiseaux nichant aux États-Unis et au Canada. La version papier a été publiée de 1992 et 2003. Chacun des 716 fascicules présente la biologie et l’écologie d’une espèce de manière très exhaustive. L’ensemble est considéré comme une encyclopédie, mais est identifié par un numéro  (ISSN 1061-5466). La publication graduelle des fascicules, étendue sur plusieurs années, l’identifiait plutôt à une publication en série qu’à une monographie. La version papier est produite par l’American Ornithologists' Union et l’Academy of Natural Sciences of Philadelphia.
Depuis 2004, l’encyclopédie est disponible en version électronique sous le titre de Birds of North America Online et est également identifiée comme une base de données. Le Cornell Lab of Ornithology s’est joint à l’American Ornithologists' Union et l’Academy of Natural Sciences of Philadelphia pour la publication en ligne. Alan F. Poole est l’éditeur en chef. Les fascicules de la version en ligne sont mis à jour régulièrement et sont enrichis à l’aide de documents multimédias. L’accès est offert autant pour les institutions que pour les individus, le tarif d’abonnement étant ajusté en conséquence.
Birds of North America est l’une des sources les plus complètes sur les oiseaux nord-américains. L’ensemble a reçu les éloges de plusieurs instances pour la qualité de son contenu.
Plusieurs ouvrages sans rapport avec ce document portent aussi le titre Birds of North America.